# Catherina McKiernan
Catherina McKiernan (Cornafean - County Cavan, 30 november 1969) is een voormalige Ierse langeafstandsloopster. Ze werd Europees kampioene veldlopen. Ook nam ze tweemaal deel aan de Olympische Spelen, maar won hierbij geen medailles.

## Biografie
Haar olympisch debuut maakte McKiernan op de Olympische Spelen van 1992 in Barcelona. Op de 3000 m sneuvelde ze in de kwalificatieronde met 8:57.91. Vier jaar later op de Olympische Spelen van 1996 in Atlanta behaalde ze bij de 10.000 m wel de finale, waarbij ze als elfde over de finish kwam in 32:00.38. In Nederland is ze geen onbekende. Zo won ze in 1997 de Zevenheuvelenloop in 48.30, haar beste prestatie ooit op de 15 km en tot op heden het Ierse nationale record (peildatum aug. 2015).
Hierna legde Catherina McKiernan zich meer toe op het lopen van marathons. In 1997 won ze de marathon van Berlijn (2:23.44), het jaar erop de marathon van Londen (2:26.26) en de marathon van Amsterdam (2:22.23). Deze drie prestaties zijn de beste tijden die een Ierse atlete heeft gelopen; de laatste is tot op heden (peildatum aug. 2015) het nationale record van Ierland. In 1998 won ze de Route du Vin en in 1999 de halve marathon van Parijs in 1:11.48.
Een rugblessure verhinderde haar deelname aan de Olympische Spelen van 2000 in Sydney. In plaats daarvan was ze commentator voor de zender Telefís Éireann.
In 2004 trok McKiernan zich terug uit de wedstrijdsport en ging werken als loopadviseuse.

## Titels
- Europees kampioene veldlopen - 1994
- Iers kampioene 3000 m - 1990, 1991, 1992, 1993
- Iers kampioene 5000 m - 1996
- Iers kampioene veldlopen - 1990, 1991, 1992, 1993, 2004

## Persoonlijke records
Baan
| Onderdeel | Prestatie | Datum            | Plaats            |
| --------- | --------- | ---------------- | ----------------- |
| 3000 m    | 8.51,67   | 18 juli 1994     | Nice              |
| 5000 m    | 14.49,40  | 16 augustus 1996 | Keulen            |
| 10.000 m  | 31.08,41  | 17 juni 1995     | Villeneuve-d'Ascq |

Weg
| Onderdeel      | Prestatie    | Datum            | Plaats    |
| -------------- | ------------ | ---------------- | --------- |
| 10 km          | 31.21        | 6 september 1997 | Perivale  |
| 15 km          | 48.30 (NR)   | 16 november 1997 | Nijmegen  |
| halve marathon | 1:09.00 (NR) | 22 augustus 1997 | Glasgow   |
| marathon       | 2:22.23 (NR) | 1 november 1998  | Amsterdam |

## Palmares

### 3000 m
- 1990:  Ierse kamp. - 9.16,60
- 1991:  Ierse kamp. - 9.10,93
- 1992:  Ierse kamp. - 9.04,08
- 1993:  Ierse kamp. - 9.13,4

### 5000 m
- 1994: 5e Grand Prix Finale - 15.20,07
- 1995:  Europacup C in Tallinn - 15.37,66
- 1996:  Ierse kamp. - 15.27,10

### 10.000 m
- 1994:  Europacup C in Dublin - 31.19,11

### 15 km
- 1997:  Zevenheuvelenloop - 48.30
- 1999:  Zevenheuvelenloop - 50.59

### halve marathon
- 1997:  Great Scottish Run - 1:09.00
- 1998:  Route du Vin - 1:08.54
- 1998:  halve marathon van Lissabon - 1:07.50
- 1999:  halve marathon van Parijs - 1:11.48
- 1999: 7e Dam tot Damloop - 1:14.01

### marathon
- 1997:  marathon van Berlijn - 2:23.44
- 1998:  Londen Marathon - 2:26.26
- 1998:  marathon van Amsterdam - 2:22.23
- 1999: 12e Chicago Marathon - 2:35.31

### veldlopen
- 1989: 76e WK (lange afstand) - 24.36
- 1990:  Ierse kamp. - 20.11
- 1990: 40e WK (lange afstand) - 20.16
- 1991:  Ierse kamp. - 24.55
- 1991: 65e WK (lange afstand) - 21.56
- 1992:  Ierse kamp. - 20.48
- 1992:  WK (lange afstand) - 21.18
- 1993:  Ierse kamp. - 20.04
- 1993:  WK (lange afstand) - 20.09
- 1994:  EK (lange afstand) - 14.29
- 1994:  WK (lange afstand) - 20.52
- 1995:  WK (lange afstand) - 20.29
- 2003: 34e EK - 23.47 ( in het landenklassement)
- 2004:  Ierse kamp. - 26.39
- 2004: 30e WK (lange afstand) - 29.04